# Timoclea costellifera
Timoclea costellifera is een tweekleppigensoort uit de familie van de Veneridae. De wetenschappelijke naam van de soort is voor het eerst geldig gepubliceerd in 1850 door Adams & Reeve.